# Hypoganomorphus
Hypoganomorphus — род щелкунов из подсемейства Dendrometrinae.

## Описание
Щелкун средних размеров. Тело блестящее, не опушенное. Лобный киль разбит на два длинных, направленных к центру лба надусиковых киля. Усики у самки и самца пиловидные начиная с четвёртого сегмента. Передний край воротничка сильно округлый, находится на одном уровне с передними углами проплевр. Задний край проплевр с явственной выемкой. Бедренные покрышки задних тазиков сужаются по направлению наружу заметно и равномерно. Все сегменты без лопастинок.

## Систематика
В составе рода:
- вид: Hypoganomorphus laevicollis (Mannerheim, 1852)